# Калика, Валентин Юрьевич
Валентин Юрьевич Калика (англ. Valentin Kalika; род. 1958, Киев) — олимпийский тренер сборной США по борьбе 2016 года, персональный тренер олимпийских чемпионов и чемпионов мира по вольной борьбе, чемпион мира среди ветеранов по греко-римской борьбе. Среди воспитанников Валентина — призёр мира по греко-римской борьбе среди кадетов Кейд Оливас, победительница и неоднократный призёр чемпионатов мира Елена Пирожкова, олимпийская чемпионка 2016 года, двукратная чемпионка мира Хелен Марулис (первая в истории американка, выигравшая олимпийское золото в женской борьбе), чемпион и призёр чемпионатов мира по вольной борьбе среди кадетов и юниоров Аарон Пико, а также чемпионка мира 2022 по борьбе среди взрослых и юниоров Эмит Элор. Работает тренером клуба Titan Mercury и принимает активное участие в масштабном проекте Beat the Streets Los Angeles.

## Биография
Родился в 1958 году в Киеве.
В 1979 году окончил Киевский государственный институт физической культуры со степенью магистра в области спортивного образования. В 1977 году получил звание «Мастер спорта СССР» по греко-римской борьбе и до 1991 года был одним из тренеров юношеской сборной команды.
В 1991 году переехал в Израиль, где тренировал в борцовском клубе HaPoel и участвовал в Национальной программе самообороны правительства Израиля.
С момента переезда в Калифорнию в 1994 году тренировал во многих борцовских клубах Калифорнии, в том числе в борцовской программе в Calvary Chapel.
В 2002 году основал VK Wrestling, свою собственную академию борьбы, и организовал международный борцовский лагерь.
В 2013 году входил в состав тренерского штаба на Чемпионате мира по вольной борьбе среди кадетов в Сербии.
В 2014 году входил в состав тренерского штаба на Чемпионате мира по вольной борьбе среди юниоров в Хорватии и в состав тренерского штаба женской национальной сборной США на Чемпионате мира в Узбекистане.
В 2015 году входил в состав тренерского штаба на Чемпионате мира по вольной борьбе среди юниоров в Бразилии; был тренером женской национальной сборной США в Лас-Вегасе и входил в состав тренерского штаба национальной сборной США на Кубке мира по вольной борьбе в Лос-Анджелесе.
В 2009 году выиграл Чемпионат мира по греко-римской борьбе среди ветеранов, выступая в весовой категории 69 кг, дивизион Д (51—55 лет).
Валентин Калика назван женским тренером 2016 года по версии журнала.
Он также является сертифицированным международным судьёй FILA.

## Основные ученики
- Аарон Пико;
- Елена Пирожкова;
- Хелен Марулис;
- Амит Элор.